# Hôtel de ville de Cagliari
L'hôtel de ville de Cagliari (en italien : Palazzo Civico di Cagliari ; également connu sous le nom de Palazzo Bacaredda) est le siège municipal de la ville de Cagliari, capitale de la Sardaigne. Le bâtiment monumental est situé dans la partie inférieure du quartier de Stampace, via Roma. 

## Histoire
Jusqu'à la fin du XIXe siècle, le siège municipal de Cagliari était situé dans le château, dans le bâtiment aujourd'hui appelé l'ancien Palazzo di Città, sur la Piazza Palazzo. Une réunion du conseil municipal (it) présidée par le maire Ottone Bacaredda, le 14 décembre 1896, décréta le transfert de la municipalité de l'ancien au nouveau siège, qui devait encore être construit via Roma, dans la zone en face du port. Une fois le projet choisi après un concours national, la première pierre a été posée le 14 avril 1899 en présence du roi Umberto I et de la reine Marguerite de Savoie. Le palais a été inauguré en 1907. Le bâtiment n'a pas été épargné par les bombardements de 1943, après quoi il a subi de graves dommages. Les travaux de reconstruction ont duré de 1946 à 1953. 

## Description
La conception du bâtiment civique a été élaborée dans l'atelier de l'architecte Crescentino Caselli par l'ingénieur turinois Annibale Rigotti. Le bâtiment occupe une zone délimitée par la via Roma, où s'ouvre l'entrée principale, Largo Carlo Felice, via Crispi et via Angioi. Le style artistique et architectural du bâtiment, fait de Pietra Forte, un calcaire léger, est donné par la refonte de modèles appartenant au style gothique catalan, avec l'ajout de décorations Art Nouveau. 
La façade principale se caractérise par la présence de l'arcade, alignée avec les autres arcades de la via Roma, avec sept arches, plus la centrale, de neuf mètres de haut, à travers laquelle on entre dans la cour intérieure du bâtiment. Au sommet de la façade, il y a deux tours octogonales de trente-huit mètres de haut, tandis qu'aux coins du bâtiment, quatre petits obélisques sont décorés à la base avec les têtes sculptées des quatre Maures aux yeux bandés, symbole de la Sardaigne. De nombreuses décorations en bronze ornent les élévations, dont un aigle tenant les armoiries de la ville, et deux lions sur la façade principale et des représentations allégoriques de l' Agriculture, du Commerce et de l' Industrie, ces deux derniers en haut-relief sur la mosaïque dorée, tandis que L'Agriculture est faite en ronde-bosse et représentée comme une Niké ailée.  

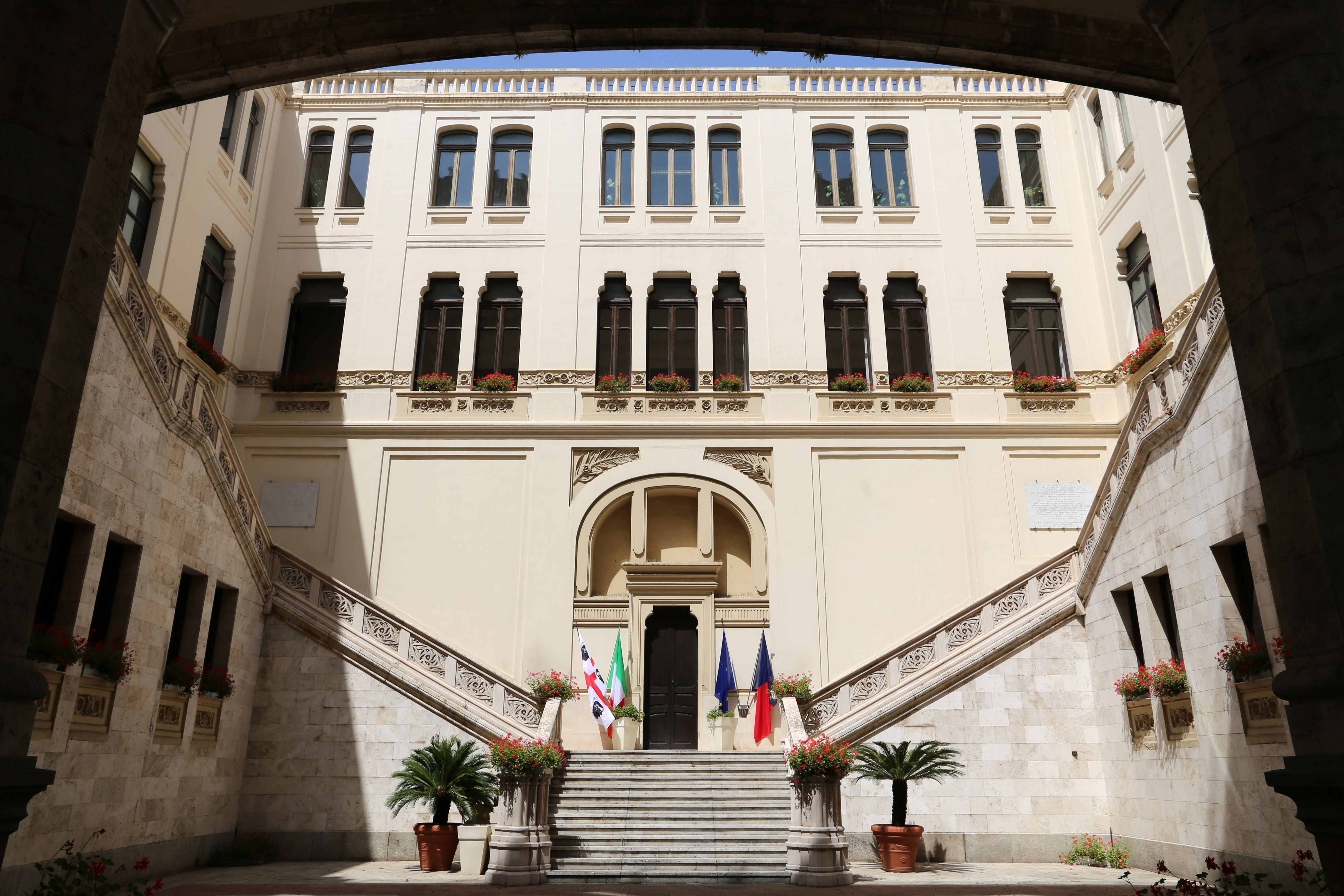
La courte
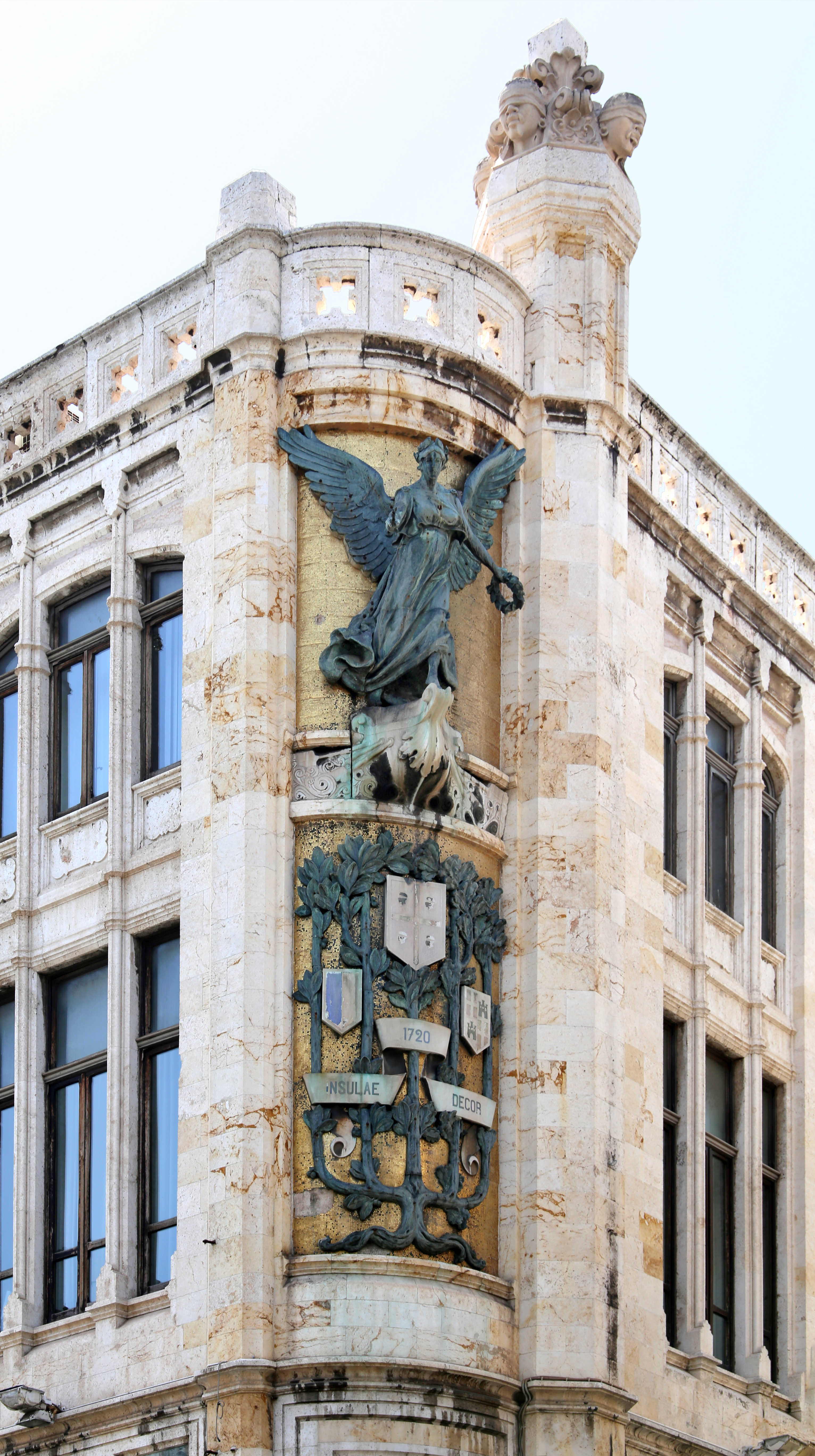
Arrière du bâtiment

## Articles associés
- Cagliari